# 오산역 환승센터
오산역 환승센터는 경기도 오산시 오산동 오산역 상부에 위치한 시외버스 및 시내버스 터미널이다. 오산역 인근에 있던 오산시외버스터미널과 시내버스 정류소들을 통합하여 2017년 11월 1일 개장하였다. 고속버스 전산망상의 터미널 번호는 127이다.
오산시외버스터미널은 1977년부터 (주)오산터미널에서 운영을 시작하였으며 2004년부터 재건축에 들어갔으나 공사가 중단되어 임시 터미널을 사용하고 있었다. 오산역 환승센터가 공사 중에 있던 2014년 5월 29일부터는 터미널로 사용하던 자리가 오산역 환승센터 건설 부지에 포함되면서 오산역 택시정류장 바로 옆에 임시 터미널이 설치되어 운영되었다가 2017년 11월 1일에 지금의 위치로 통합되었다.
전체 건물 연면적은 2,995m2, 대합실 면적은 1,552.4m2이다. 2019년 1월 기준 하루 평균 2,000명이 이용하고 35개 노선이 운행중이다.

## 구조
오산역 상부 2층에 시설이 존재하여 광역전철 승강장에서 계단 하나만으로 환승센터 대합실로 곧바로 이동할 수 있다. 2층에 시외버스와 시내버스·마을버스 승차장이, 환승센터 하부인 1층에는 시내버스·마을버스 승차장이 있다.

### 시외버스
6개의 승차 플랫폼이 있다.
| # | 행선지           | 경유지                                                                       |
| - | ---------------- | ---------------------------------------------------------------------------- |
| 1 | 인천공항         | 세마역                                                                       |
| 1 | 강릉             | -                                                                            |
| 1 | 속초             | -                                                                            |
| 2 | 동서울           | 장지역, 가락시장, 잠실                                                       |
| 2 | 고양             | 김포공항                                                                     |
| 3 | 의정부 (동두천)  | -                                                                            |
| 3 | 원주             | 문막                                                                         |
| 3 | 철산역(고속버스) | 광명역                                                                       |
| 3 | 인천(시외/고속)  | -                                                                            |
| 3 | 강화             | 김포                                                                         |
| 4 | 해운대           | 부산                                                                         |
| 4 | 대전             | -                                                                            |
| 4 | 청주             | -                                                                            |
| 4 | 안동             | 구미, 구미공단, 인동, 하판, 효령, 군위, 도리원, 의성, 단촌, 일직             |
| 4 | 북대구           | -                                                                            |
| 4 | 울산             | -                                                                            |
| 4 | 포항             | 경주                                                                         |
| 4 | 진주             | -                                                                            |
| 5 | 부여             | (세종청사, 세종), 공주                                                       |
| 5 | 충주             | 송탄, 평택, 공도, 안성, 죽산, 일죽, 생극, 주덕                               |
| 5 | 제천             | 송탄, 평택, 안성, 장호원, 감곡, 용포, 목계, 엄정, 산척, 백운, 봉양, 제천남부 |
| 5 | 군산             | 익산                                                                         |
| 5 | 양산             | 장유, 김해                                                                   |
| 5 | 창원             | 마산                                                                         |
| 6 | 전주(고속버스)   | 호남제일문                                                                   |
| 6 | 전라광주         | -                                                                            |
| 6 | 남원(고속버스)   | 덕과                                                                         |

### 시내버스·마을버스
2층
| 승강장 번호 | 노선 | 행선지                              |
| ----------- | ---- | ----------------------------------- |
| 1           | 6    | 하북리, 봉남리, 가곡2리             |
| 1           | 6-1  | 하북리, 봉남리, 동천리              |
| 1           | 11   | 갈곶리, 가곡리                      |
| 1           | 11-3 | 갈곶리, 가곡리                      |
| 1           | 11-6 | 고현동, 동천리                      |
| 2           | 7-5  | 가수동                              |
| 2           | 21   | 양감, 향남 (사창리, 용소리)         |
| 2           | 22   | 양감, 향남 (송산리, 상두리)         |
| 2           | 111  | 향남                                |
| 2           | 8301 | 성남 (야탑역)                       |
| 3           | 3-2  | 정남, 향남 (갈천리, 동오리, 백토리) |
| 3           | 333  | 정림, 정남, 그린피아                |

## 같이 보기
- 오산역